# Luke Wilson
Luke Cunningham Wilson (ur. 21 września 1971 w Dallas) – amerykański aktor i reżyser filmowy. Brat Owena i Andrew.

## Życiorys

### Wczesne lata
Przyszedł na świat w Dallas w stanie Teksas w rodzinie irlandzkich katolików jako najmłodszy z trzech synów Roberta Andrew Wilsona, realizatora reklam i operatora publicznej stacji telewizyjnej, i fotograf Laury Wilson (z domu Cunningham). Ma dwóch starszych braci-aktorów, Andrew (ur. 1964) i Owena (ur. 1968). W 1990, po ukończeniu szkoły średniej St. Mark’s School of Texas w Dallas (tą samą szkołę ukończył Tommy Lee Jones), uczęszczał do Occidental College w Los Angeles. W szkole bardziej interesował się sportem, ale w końcu ujawniła się i pasja aktorska.

### Kariera
W 1993 roku bracia Wilsonowie i Wes Anderson wspólnymi siłami nakręcili 13-minutowy film krótkometrażowy Trzech facetów z Teksasu (Bottle Rocket, 1994), radosną historią trzech Teksańczyków, którzy postanawiają zostać dobrymi... złodziejami. Film miał swoją premierę na festiwalu w Sundance, gdzie został dostrzeżony przez reżysera Jamesa L. Brooksa i dzięki jego wsparciu na podstawie krótkometrażówki nakręcono pełnometrażowy film o tym samym tytule z udziałem Jamesa Caana. Jego premiera odbyła się w 1996 roku.
W 1997 roku Wilsonowie wraz z Wesem Andersonem przenieśli się do Los Angeles. Luke Wilson zaczął grać w filmach; najpierw w dramacie Jak kłamać w Ameryce (Telling Lies in America, 1997) z Kevinem Baconem i Bradem Renfro, a potem w komediach romantycznych: Bongwater (1997) z Brittany Murphy, Drużbowie (Best Men, 1997), Miłość i frytki (Home Fries, 1998) u boku Drew Barrymore czy Szczęście na smyczy (Dog Park, 1998) z Natashą Henstridge.
W kinowej wersji kultowego serialu Aniołki Charliego (2000) i sequelu Aniołki Charliego: Zawrotna szybkość (2002) zagrał postać chłopaka Natalie (Cameron Diaz). W komedii Legalna blondynka (2001) i Legalna blondynka 2 (2003) z Reese Witherspoon wystąpił jako Emmett Richmond. Na planie komediodramatu Genialny klan (2001) z Gene’em Hackmanem i Anjelicą Huston ponownie spotkał się z Wesem Andersonem. Kolejny wspólny projekt Wilsonów to Historia Wendella Bakera (The Wendell Baker Story, 2005), gdzie Luke Wilson zagrał tytułową rolę, był także jego współreżyserem (wraz z bratem Andrew) oraz współscenarzystą (wraz z bratem Owenem).

## Życie prywatne
Od października 1997 do stycznia 1999 był związany z Drew Barrymore. Od marca 2001 do stycznia 2002 spotykał się z Gwyneth Paltrow. Związany był także z Joy Bryant (w lutym 2003), Audrą Lynn (2004) i Alison Eastwood (2005), córką Clinta Eastwooda.

## Filmografia
| Rok  | Film                                                                   | Role                          |
| ---- | ---------------------------------------------------------------------- | ----------------------------- |
| 1996 | Trzech facetów z Teksasu (Bottle Rocket)                               | Anthony Adams                 |
| 1997 | Bongwater                                                              | David                         |
| 1997 | Jak kłamać w Ameryce (Telling Lies in America)                         | Henry                         |
| 1997 | Najlepszy mężczyzna (Best Men)                                         | Jesse Reilly                  |
| 1997 | Krzyk 2 (Scream 2)                                                     | Stab Billy                    |
| 1998 | Pieski Park (Dog Park)                                                 | Andy                          |
| 1998 | Miłość i frytki (Home Fries)                                           | Dorian Montier                |
| 1998 | Rushmore                                                               | Dr Peter Flynn                |
| 1999 | Walka na kopie (Kill the Man)                                          | Stanley Simon                 |
| 1999 | Diamentowa afera (Blue Streak)                                         | Carlson                       |
| 2000 | Mój przyjaciel, Skip (My Dog Skip)                                     | Dink Jenkins                  |
| 2000 | To wciąż mój mąż (Committed)                                           | Carl                          |
| 2000 | Preston Tylk                                                           | Preston Tylk                  |
| 2000 | Aniołki Charliego (Charlie’s Angels)                                   | Pete Komisky                  |
| 2001 | Legalna blondynka (Legally Blonde)                                     | Emmett Richmond               |
| 2001 | Poza świadomością (Soul Survivors)                                     | Jude                          |
| 2001 | Genialny klan (The Royal Tenenbaums)                                   | Richie Tenenbaum              |
| 2002 | Trzeci do pary (The Third Wheel)                                       | Stanley                       |
| 2003 | Jeźdźcy Apokalipsy (Masked and Anonymous)                              | Bobby Cupid                   |
| 2003 | Old School: Niezaliczona (Old School)                                  | Mitch Martin                  |
| 2003 | Alex i Emma (Alex and Emma)                                            | Alex Sheldon/Adam Shipley     |
| 2003 | Aniołki Charliego: Zawrotna szybkość (Charlie’s Angels: Full Throttle) | Pete                          |
| 2003 | Legalna blondynka 2 (Legally Blonde 2: Red, White and Blonde)          | Emmett Richmond               |
| 2004 | W 80 dni dookoła świata (Around the World in 80 Days)                  | Orville Wright                |
| 2004 | Legenda telewizji (Anchorman: The Legend of Ron Burgundy)              | Frank Vitchard                |
| 2005 | Historia Wendella Bakera (The Wendell Baker Story)                     | Wendell Baker                 |
| 2005 | Rodzinny dom wariatów (The Family Stone)                               | Ben Stone                     |
| 2006 | Jackass: Świry w akcji 2 (Jackass Number Two)                          |                               |
| 2006 | Mini’s First Time                                                      | John Garson                   |
| 2006 | Sowie pole (Hoot)                                                      | Officer David Delinko         |
| 2006 | Moja super eksdziewczyna (My Super Ex-Girlfriend)                      | Matt Saunders                 |
| 2006 | Idiokracja (Idiocracy)                                                 | szeregowy Joe Bauers          |
| 2007 | Mokra robota (You Kill Me)                                             | Tom                           |
| 2007 | Ostrza chwały (Blades of Glory)                                        | Sex Addicts Help Group Leader |
| 2007 | Motel (Vacancy)                                                        | David Fox                     |
| 2007 | 3:10 do Yumy (3:10 To Yuma)                                            | Zeke                          |
| 2007 | Terra (Battle for Terra)                                               | Jim Stanton (głos)            |
| 2007 | Inteligentna blondynka (Blonde Ambition)                               | Ben                           |
| 2008 | Henry Poole is Here                                                    | Henry Poole                   |
| 2009 | Tenure (Tenure)                                                        | Lead                          |
| 2014 | Między nami bliźniętami (The Skeleton Twins)                           | Lance                         |
| 2016 | Bandyci i aniołki (Outlaws and Angels)                                 | Josiah                        |